# Hessy Levinsons Taft
Hessy Levinsons Taft (ur. 17 maja 1934 w Berlinie) – amerykańska chemiczka żydowskiego pochodzenia.

## Życiorys
Hessy Levinsons Taft urodziła się 17 maja 1934 roku w Berlinie. Gdy miała sześć miesięcy, matka zabrała ją do fotografa Hansa Ballina, który wykonał kilka jej zdjęć, odbitka jednego z nich zawisła w domu Levinsonsów. Wkrótce potem, jeszcze w 1934 roku, magazyn dla rodzin Sonne ins Haus (pol. „Słońce w domu”) ogłosił wyniki konkursu na „najpiękniejsze dziecko rasy aryjskiej”, w którym wygrało jej zdjęcie. Było to to samo, które jej rodzice wybrali spośród kilku i zawiesili w domu.
Zaniepokojeni rodzice dziecka udali się do fotografa, prosząc o wyjaśnienie sytuacji. Ballin wyjaśnił, że naziści sami zwrócili się do niego z poleceniem zgłoszenia 10 swoich najlepszych zdjęć dzieci na konkurs. Ballin z rozmysłem zgłosił wśród zdjęć fotografię Hessy Levinsons, chcąc w ten sposób ośmieszyć nazistów. Takie same oferty dostało dziewięciu innych, najlepszych niemieckich fotografów. Zwycięzcę konkursu wybrał prawdopodobnie minister propagandy Joseph Goebbels.
Po kilku tygodniach zdjęcie Levinsons było już bardzo popularne, pojawiało się na plakatach, w oknach witryn sklepowych, w reklamach i na pocztówkach. Rodzice przestali z nią wychodzić na spacery w obawie, że ich dziecko może zostać rozpoznane i ktoś doniesie władzom o jego żydowskim pochodzeniu.
Pod koniec lat 30. Levinsonsowie wyjechali z Niemiec do Paryża, a po klęsce Francji przedostali się do strefy nieokupowanej. Levinsonsowie usiłowali opuścić Europę i w 1941 roku udało im się uzyskać wizę do USA, ale nie zdołali tam dotrzeć w wyznaczonym przez administrację czasie. Wobec tego w 1942 roku uzyskali wizę kubańską i dotarli do tego kraju. W 1949 roku rodzina przeniosła się do Nowego Jorku, gdzie Levinsons dorosła i ukończyła studia w zakresie chemii. Pracowała na St. John's University, zajmując stanowisko profesora chemii.
Levinsons Taft ujawniła historię swojej rodziny pracownikom United States Holocaust Memorial Museum w latach 90., a w lipcu 2014 roku wystąpiła w Instytucie Jad Waszem i ofiarowała mu okładkę czasopisma ze swoim zdjęciem.